# Partido de la Proadministración
Partido de la Proadministración es un término usado por algunos historiadores para describir a los partidarios de las políticas de la administración de George Washington—especialmente las políticas financieras del Secretario del Tesoro Alexander Hamilton—antes de la formación los partidos federalista y el demócrata-republicanos.
Casi todos los miembros del "partido" de la Proadministración eran futuros federalistas, el término Partido de la Proadministración se usa también para describir a los partidarios de la administración que no se unieron al Partido Federalista tras su formación. Este no fue un partido político real; sino que se utiliza como un cajón de sastre para una variedad de diversas facciones políticas que se caracterizaban por su creencia en una administración federal robusta.